# Гребенников, Виктор Александрович
Виктор Александрович Гребенников (род. 17 марта 1986 года в Николаеве) — украинский спортсмен (академическая гребля), мастер спорта Украины международного класса.
Окончил Николаевский национальный университет имени В. А. Сухомлинского.
Работает спортсменом-инструктором спортивной команды внутренних войск МВД Украины. Представляет Николаевскую областную организацию.
В 2007 году стал победителем молодёжного чемпионата мира по академической гребле. В 2010 году завоевал свою первую медаль на взрослом уровне, став бронзовым призёром чемпионата Европы в Монтемор-у-Велью (восьмёрка). Принимал участие в Олимпиаде-2012 — гребля, мужская восьмерка. Среди восьми команд на турнире Украина заняла последнее место. В июле 2013 года на Универсиаде вместе с Антоном Холязниковым завоевал серебро, двойка без рулевого.